# Glicosidasi

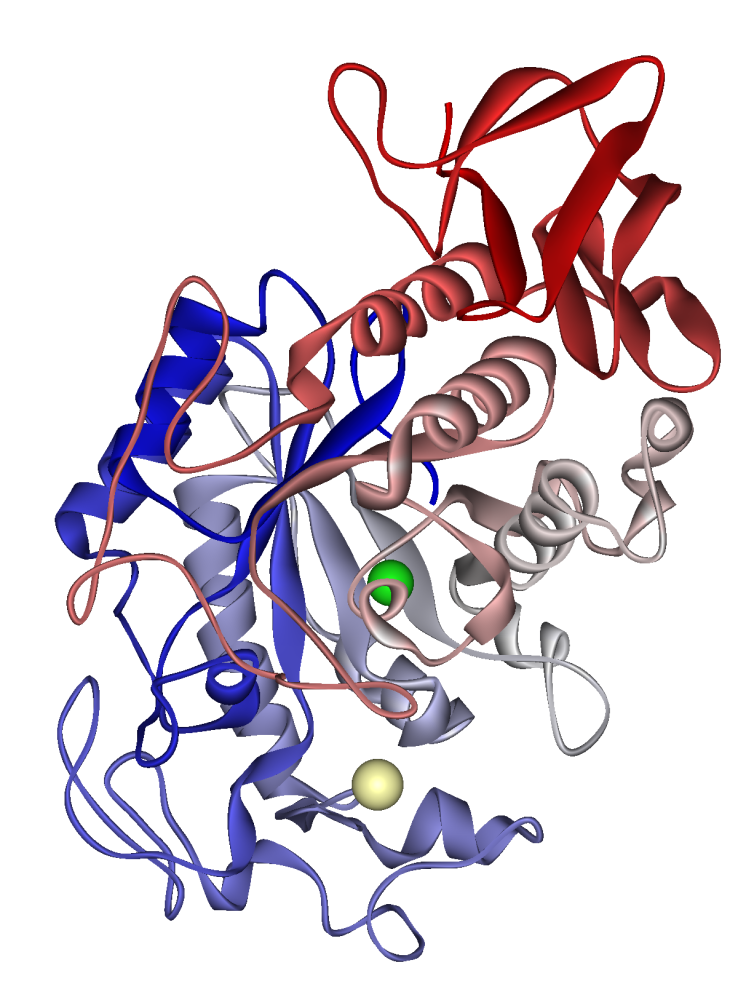
La α-amilasi, una glicosidasi

La glicosidasi, conosciuta anche come glicoside idrolasi, è una famiglia di enzimi deputata alla catalisi dell'idrolisi di un legame glicosidico per scindere un glicoside originando due glicosidi più semplici.
Ossia in termini semplici il gruppo delle glicosidasi partecipa sostanzialmente alla trasformazione di alcuni zuccheri complessi (polisaccaridi), sino alla forma più semplice di zuccheri monosaccaridi come ad esempio il Glucosio e il Fruttosio assimilabili prontamente dall'organismo.
Sono enzimi estremamente comuni in natura che presentano differenti ruoli, quali la degradazione delle biomasse, come cellulosa ed emicellulosa, nei lisozimi per la difesa da aggressione batterica, come anche nei meccanismi di patogenetici dei virus, mediati dalle neuraminidasi.
La reazione catalizzata è la seguente:
Vengono suddivise principalmente in alfa glicosidasi e beta glicosidasi.